# Premis Butaca de 2006
Els Premis Butaca de 2006, varen ser la duo-dècima edició dels oficialment anomenats Premis Butaca de teatre i cinema de Catalunya, uns guardons teatrals i cinematogràfics catalans, creats l'any 1995 per Glòria Cid i Toni Martín, conductors d'un programa a la ràdio de Premià de Mar, en reconeixement de les obres de teatre i pel·lícules estrenades a Catalunya. Els premis són atorgats per votació popular.
El lliurament dels premis es va celebrar al municipi de Viladecans.

## Palmarès i nominacions

### Premi Butaca al millor muntatge teatral
| Obra                      | Productora              | Resultat  |
| ------------------------- | ----------------------- | --------- |
| Antígona                  | La Perla 29             | Guanyador |
| Amor Fe Esperança         | Mercat de les Flors     | Nominat   |
| La cabra o qui és Sylvia? | Teatre Romea/Stage Door | Nominat   |
| Celebració                | Grup Focus              | Nominat   |
| Els estiuejants           | Teatre Lliure           | Nominat   |

### Premi Butaca al millor musical
| Obra                          | Productora       | Resultat  |
| ----------------------------- | ---------------- | --------- |
| Paradís                       | Bitò Produccions | Guanyador |
| Em dic Erik Satie, com tothom | Versus Teatre    | Nominat   |
| Hop!era                       | Grup Focus       | Nominat   |
| Els últims cinc anys          | La Minúscula     | Nominat   |

### Premi Butaca al millor espectacle de dansa
| Obra          | Productora                                     | Resultat  |
| ------------- | ---------------------------------------------- | --------- |
| J'arrive... ! | Cia. Marta Carrasco, Pep Bou Produccions i TNC | Guanyador |
| Ávida Vida    | Color Dansa                                    | Nominat   |
| Bendita       | Cia. Metros                                    | Nominat   |
| Larandland    | Cia. Àngels Margarit                           | Nominat   |

### Premi Butaca al millor espectacle de petit format
| Obra                   | Productora       | Resultat  |
| ---------------------- | ---------------- | --------- |
| Un matrimoni de Boston | Teatre Lliure    | Guanyador |
| La dona d'abans        | Sala Beckett     | Nominat   |
| La intrusa             | Espai Brossa     | Nominat   |
| L'illa del tresor      | Bitò Produccions | Nominat   |
| ppp                    | Teatre Lliure    | Nominat   |
| Uuuuh!                 | TNC              | Nominat   |

### Premi Butaca al millor text teatral
| Obra              | Autor/a         | Resultat  |
| ----------------- | --------------- | --------- |
| Uuuuh!            | Gerard Vázquez  | Guanyador |
| Bales i ombres    | Pau Miró        | Nominat   |
| Idaho y Utah      | Albert Espinosa | Nominat   |
| La pell en flames | Guillem Clua    | Nominat   |

### Premi Butaca a la millor direcció
| Director/a              | Obra              | Resultat  |
| ----------------------- | ----------------- | --------- |
| Oriol Broggi            | Antígona          | Guanyador |
| Carlota Subirós         | Els estiuejants   | Nominada  |
| Joan Ollé i Ester Nadal | L'illa del tresor | Nominats  |
| Hermann Bonnín          | La intrusa        | Nominat   |
| Xavier Albertí          | ppp               | Nominat   |

### Premi Butaca a la millor actriu
| Actriu         | Obra                      | Resultat   |
| -------------- | ------------------------- | ---------- |
| Anna Lizaran   | Un matrimoni de Boston    | Guanyadora |
| Marta Angelat  | La cabra o qui és Sylvia? | Nominada   |
| Míriam Iscla   | Les falses confidències   | Nominada   |
| Clara Segura   | Antígona                  | Nominada   |
| Emma Vilarasau | Un matrimoni de Boston    | Nominada   |

### Premi Butaca al millor actor
| Actor           | Obra                      | Resultat  |
| --------------- | ------------------------- | --------- |
| Josep Maria Pou | La cabra o qui és Sylvia? | Guanyador |
| Manel Barceló   | La pell en flames         | Nominat   |
| Oriol Guinart   | Natura morta              | Nominat   |
| Ferran Rañé     | Uuuuh!                    | Nominat   |
| Toni Sevilla    | Panorama des del pont     | Nominat   |

### Premi Butaca a la millor actriu de musical
| Actriu           | Obra              | Resultat   |
| ---------------- | ----------------- | ---------- |
| Mercè Martínez   | Paradís           | Guanyadora |
| Mariona Blanch   | El Mikado         | Nominada   |
| Lourdes Fabrés   | La fira de l'amor | Nominada   |
| Àngels Gonyalons | Paradís           | Nominada   |

### Premi Butaca al millor actor de musical
| Actor           | Obra              | Resultat  |
| --------------- | ----------------- | --------- |
| Pep Anton Muñoz | Paradís           | Guanyador |
| Xavi Mira       | Paradís           | Nominat   |
| Roger Pera      | La fira de l'amor | Nominat   |
| Toni Viñals     | El Mikado         | Nominat   |

### Premi Butaca a la millor actriu de repartiment
| Actriu         | Obra                  | Resultat   |
| -------------- | --------------------- | ---------- |
| Pepa López     | Panorama des del pont | Guanyadora |
| Chantal Aimée  | Ricard 3r             | Nominada   |
| Muntsa Alcañiz | Push Up 1-3           | Nominada   |
| Lurdes Barba   | Ricard 3r             | Nominada   |
| Teresa Urroz   | Animales nocturnos    | Nominada   |

### Premi Butaca al millor actor de repartiment
| Actor            | Obra        | Resultat  |
| ---------------- | ----------- | --------- |
| Jordi Martínez   | Uuuuh!      | Guanyador |
| Paul Berrondo    | Last Chance | Nominat   |
| Jordi Rico       | Uuuuh!      | Nominat   |
| Albert Triola    | Push Up 1-3 | Nominat   |
| Lluís Villanueva | Celebració  | Nominat   |

### Premi Butaca a la millor escenografia
| Actor                        | Obra            | Resultat   |
| ---------------------------- | --------------- | ---------- |
| Max Glaenzel i Estel Cristià | Els estiuejants | Guanyadors |

### Premi Butaca a la millor il·luminació
| Actor          | Obra       | Resultat   |
| -------------- | ---------- | ---------- |
| Maria Domènech | Celebració | Guanyadora |

### Premi Butaca al millor vestuari
| Actor        | Obra                  | Resultat  |
| ------------ | --------------------- | --------- |
| César Olívar | Panorama des del pont | Guanyador |

### Premi Butaca al millor pel·lícula catalana
| Actor                           | Obra           | Resultat   |
| ------------------------------- | -------------- | ---------- |
| La vida secreta de les paraules | Isabel Coixet  | Guanyadora |
| Cineastes contra magnats        | Carlos Benpar  | Nominada   |
| Remake                          | Roger Gual     | Nominada   |
| El taxista ful                  | Jo Sol         | Nominada   |
| La leyenda del tiempo           | Isaki Lacuesta | Nominada   |

### Premi Butaca a la millor actriu catalana de cinema
| Actor              | Obra              | Resultat   |
| ------------------ | ----------------- | ---------- |
| Candela Peña       | Princesas         | Guanyadora |
| Mònica López       | L'habitant incert | Nominada   |
| Sílvia Munt        | Remake            | Nominada   |
| Ingrid Rubio       | Hermanas          | Nominada   |
| Mercedes Sampietro | Obaba             | Nominada   |

### Premi Butaca al millor actor català de cinema
| Actor            | Obra                 | Resultat  |
| ---------------- | -------------------- | --------- |
| Eduard Fernández | El método            | Guanyador |
| Joan Dalmau      | La noche del hermano | Nominat   |
| Quim Gutiérrez   | AzulOscuroCasiNegro  | Nominat   |
| Óscar Jaenada    | Camarón              | Nominat   |
| Pepe Rovira      | El taxista ful       | Nominat   |

### Premi Butaca al millor mitjà de difusió del teatre
- Revista Teatre BCN

### Premi Butaca al millor mitjà de difusió del cinema
- Cinema 3

### Butaca Honorífica
- Guillermina Deu i T de Teatre